# آيت شواريت (آيت بوأولى)
آيت شواريت هي إحدى مشيخات المملكة المغربية، تتبع جغرافيا لإقليم أزيلال وإداريًا لآيت بوأولى. يقدر عدد سكانها بـ 6946 نسمة حسب الإحصاء الرسمي للسكان والسكنى لسنة 2004.